# Laupendahl
Laupendahl war bis 1930 eine Gemeinde im Kreis Düsseldorf-Mettmann in der preußischen Rheinprovinz. Das Gebiet der ehemaligen Gemeinde gehört heute zum Essener Stadtteil Kettwig sowie zu den Städten Heiligenhaus und Ratingen im Kreis Mettmann.

## Geographie und Geschichte
Laupendahl war ursprünglich eine alte Honnschaft im Amt Angermund des Herzogtums Berg, die sich rund um die beiden Rittergüter Hugenpoet und Landsberg entwickelt hatte. Seit der Franzosenzeit gehörte Laupendahl zur Bürgermeisterei Mintard. Kern und Bevölkerungsschwerpunkt der Gemeinde war der Ort Kettwig vor der Brücke am Südufer der Ruhr gegenüber der eigentlichen Stadt Kettwig.
Am 15. Mai 1930 wurde die Gemeinde Laupendahl aufgeteilt:
- Das ländliche Gebiet südöstlich der Ruhrtalbahn kam zu Heiligenhaus.
- Das ländliche Gebiet nordwestlich der Ruhrtalbahn und südlich der Landstraße nach Mintard kam zu den seinerzeit selbständigen und seit dem 1. Januar 1975 zu Ratingen gehörenden Gemeinden Breitscheid-Selbeck und Hösel. Hierzu gehörten Schloss Landsberg sowie mehrere Einzelhöfe auf den Ruhrhöhen und der Jüdische Friedhof am Blomericher Weg.
- Der dichtbesiedelte Nordteil der Gemeinde mit Kettwig vor der Brücke und Schloss Hugenpoet kam zur Stadt Kettwig, die mit dem Ruhrgebiet-Gesetz  seit 1975 ein Stadtteil von Essen ist.

## Einwohnerentwicklung
| Jahr | Einwohner | Quelle |
| ---- | --------- | ------ |
| 1835 | 1285      | [ 2 ]  |
| 1864 | 1699      | [ 3 ]  |
| 1885 | 1709      | [ 4 ]  |
| 1910 | 2241      | [ 5 ]  |